# Boulevard Albert-Thomas
Le boulevard Albert-Thomas est une voie nantaise.

## Situation et accès
Situé dans le quartier Hauts-Pavés - Saint-Félix, le boulevard est une artère bitumée, longue d'environ 250 mètres, ouverte à la circulation automobile, reliant la place Paul-Doumer au boulevard Auguste-Pageot. Sur sa moitié sud-ouest, le boulevard longe le parc de Procé.

## Origine du nom
du nom de l'ancien ministre de l'armement durant la Première Guerre mondiale et ancien Président du Bureau international du travail Albert Thomas (1878-1932).

## Historique
Jusqu'à sa nouvelle dénomination, l'artère constituait la partie sud du boulevard Gaston-Serpette qui fut aménagée dans les années 1930.
L'artère a été baptisée « boulevard Albert-Thomas » par la municipalité le 30 novembre 1936. 
Au début de la seconde guerre mondiale les troupes britanniques s'y installèrent dans des baraques tôlées à la toiture arrondie. Lors de l'occupation allemande ce furent des soldats de la Wehrmacht qui s'y installèrent dans de nouvelles baraques.
À la fin de la seconde Guerre mondiale, le boulevard accueillit dans des baraquements provisoires, les victimes sinistrées des bombardements des 16 et 23 septembre 1943.